# Loubersan
Loubersan är en kommun i departementet Gers i regionen Occitanien i sydvästra Frankrike. Kommunen ligger i kantonen Mirande som tillhör arrondissementet Mirande. År 2022 hade Loubersan 161 invånare.

## Befolkningsutveckling
Antalet invånare i kommunen Loubersan
Referens:INSEE